# Iverni

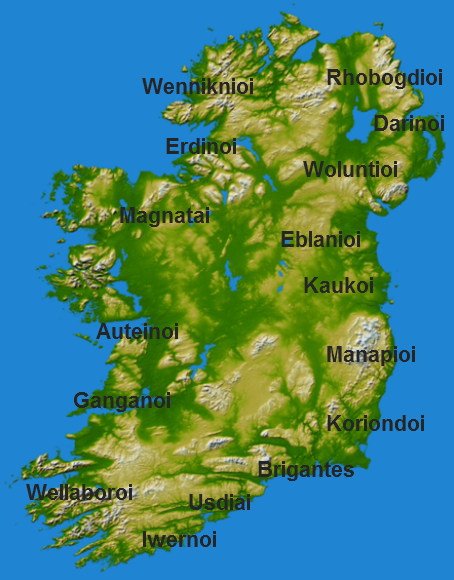
Iverni fra le popolazioni irlandesi menzionate da Claudio Tolomeo.

Gli Iverni, poi Érainn, erano un antico popolo dell'Irlanda di cui parla Claudio Tolomeo (II secolo) nella sua Geografia. Tolomeo li situa nell'estremo sud-ovest dell'isola. Secondo lo schema proposto da Thomas Francis O'Rahilly gli Iverni giunsero in Irlanda attorno al 500 a.C., parlavano una lingua celtica conosciuta come ivernico.
Un gruppo che discendeva da loro, i Corcu Loígde, diede il nome all'odierna contea e alla città di Cork. Secondo altri i gruppi ivernici includevano i Corcu Duibhne della contea di Kerry, i Déisi di Waterford, gli Osraige del Regno di Osraige/Ossory e i Dál nAraidi della contea di Antrim. I Builg, identificati con la tribù storica dei Belgi e con i mitologici Fir Bolg, potrebbero essere identici (o un sub-gruppo) agli Iverni. La loro identificazione con i Belgi oggi è tuttavia messa molto in dubbio. 